# Coenosia
Coenosia este un gen de muște din familia Muscidae.

## Galerie

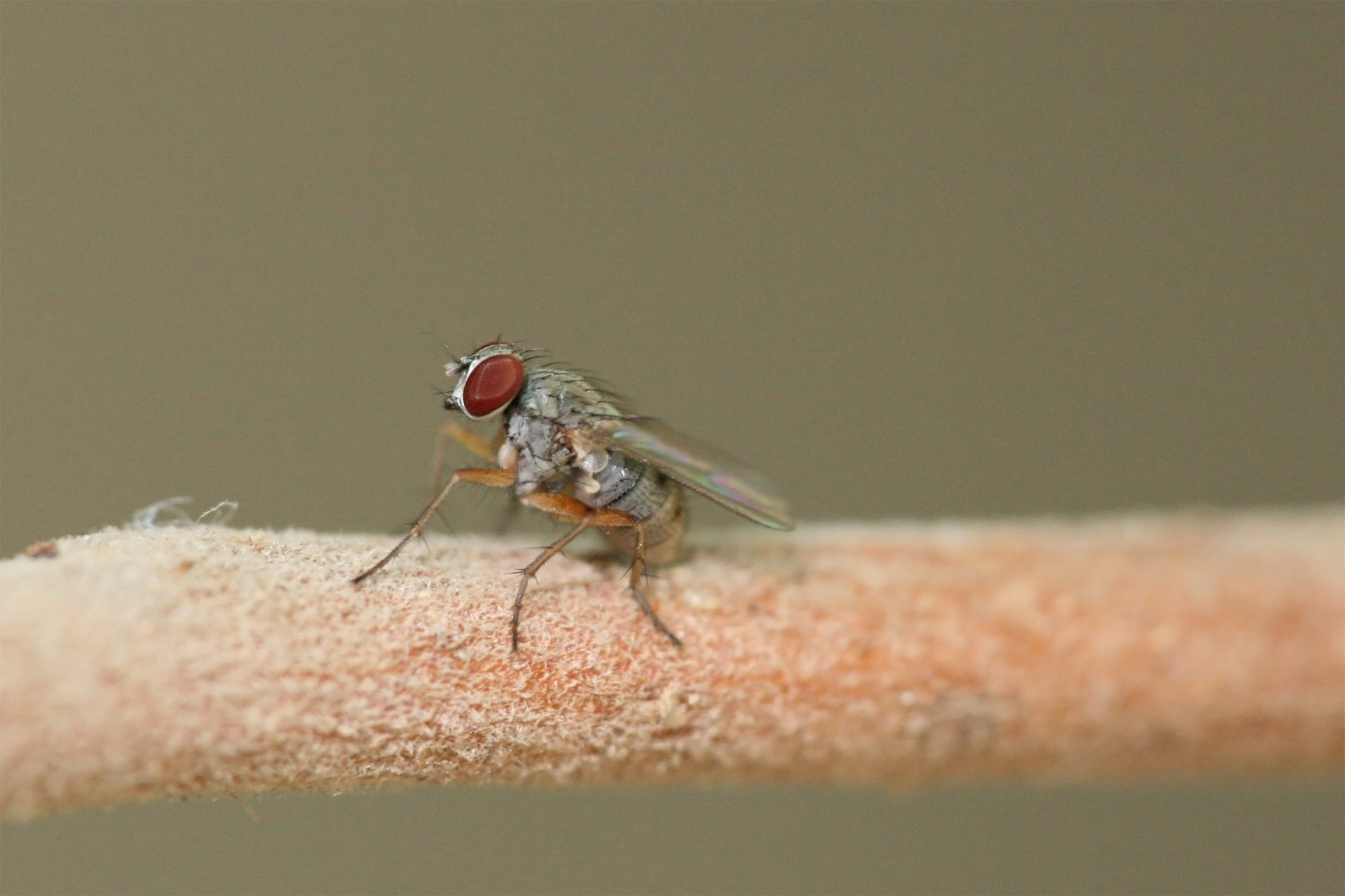

## Specii[1]
- Coenosia abyssinica
- Coenosia acuminata
- Coenosia acuticornis
- Coenosia aequivitta
- Coenosia africa
- Coenosia agromyzina
- Coenosia akasakensis
- Coenosia alaskensis
- Coenosia alba
- Coenosia albibasis
- Coenosia albicornis
- Coenosia albicoxa
- Coenosia albifacies
- Coenosia albipila
- Coenosia albisquama
- Coenosia algivora
- Coenosia aliena
- Coenosia alticola
- Coenosia ambulans
- Coenosia amplicauda
- Coenosia ancylocerca
- Coenosia angulipunctata
- Coenosia angustifolia
- Coenosia angustifrons
- Coenosia anipila
- Coenosia ansymmetrocerca
- Coenosia antennalis
- Coenosia antennata
- Coenosia anthracina
- Coenosia apicata
- Coenosia appendimembrana
- Coenosia apukaensis
- Coenosia argentata
- Coenosia argentescens
- Coenosia argenticeps
- Coenosia argentifrons
- Coenosia argentipes
- Coenosia aristalis
- Coenosia armiger
- Coenosia aseta
- Coenosia atra
- Coenosia atrata
- Coenosia atrifrons
- Coenosia atritibia
- Coenosia atroapicata
- Coenosia attenuata
- Coenosia attenuicornis
- Coenosia aurea
- Coenosia aurifacies
- Coenosia aurifera
- Coenosia azorica
- Coenosia baicalensis
- Coenosia bannaensis
- Coenosia barbipes
- Coenosia bartaki
- Coenosia basilewskyi
- Coenosia benoisti
- Coenosia bequaerti
- Coenosia beschovskii
- Coenosia bevicauda
- Coenosia bilineella
- Coenosia bimorpha
- Coenosia bipila
- Coenosia bivittata
- Coenosia bonita
- Coenosia brachyodactyla
- Coenosia brevimana
- Coenosia brevipinula
- Coenosia brevisquama
- Coenosia brunnea
- Coenosia brunneifacies
- Coenosia brunneigena
- Coenosia brunneipennis
- Coenosia burunga
- Coenosia californica
- Coenosia calopoda
- Coenosia camorinensis
- Coenosia campestris
- Coenosia canadensis
- Coenosia candida
- Coenosia canifrons
- Coenosia capitulata
- Coenosia carinata
- Coenosia chaetomeros
- Coenosia chaetosa
- Coenosia changjianga
- Coenosia chaoi
- Coenosia chilensis
- Coenosia chinensis
- Coenosia chyuluana
- Coenosia cilicauda
- Coenosia cilita
- Coenosia ciliventris
- Coenosia cingulata
- Coenosia cingulipes
- Coenosia colorata
- Coenosia comita
- Coenosia compressa
- Coenosia conflicta
- Coenosia conforma
- Coenosia conica
- Coenosia connectens
- Coenosia costata
- Coenosia crassicauda
- Coenosia cryptica
- Coenosia cubitalis
- Coenosia curvinervis
- Coenosia curviventris
- Coenosia cuthbertsoni
- Coenosia cyclophthalma
- Coenosia dealbata
- Coenosia demoralis
- Coenosia diaphana
- Coenosia dilatitarsis
- Coenosia diluta
- Coenosia distinguens
- Coenosia distitarsalis
- Coenosia dorsovittata
- Coenosia dubiosa
- Coenosia edwardsi
- Coenosia effulgens
- Coenosia elegans
- Coenosia emiliae
- Coenosia enormis
- Coenosia erdosica
- Coenosia errans
- Coenosia exigua
- Coenosia exilis
- Coenosia facilis
- Coenosia fallax
- Coenosia fanjingensis
- Coenosia fascigera
- Coenosia femoralis
- Coenosia fengi
- Coenosia ferruginea
- Coenosia filipennis
- Coenosia fimbribasis
- Coenosia flaviambulans
- Coenosia flavibasis
- Coenosia flavicornis
- Coenosia flavidipalpis
- Coenosia flavifrons
- Coenosia flavigenualis
- Coenosia flavimana
- Coenosia flavimixta
- Coenosia flavipenicillata
- Coenosia flavipes
- Coenosia flaviseta
- Coenosia flavissima
- Coenosia flavivibrissata
- Coenosia fontana
- Coenosia fordi
- Coenosia fraterna
- Coenosia freyi
- Coenosia frisoni
- Coenosia fulvipes
- Coenosia fumipennis
- Coenosia fumisquama
- Coenosia furtiva
- Coenosia fuscifemur
- Coenosia fuscifrons
- Coenosia fuscipes
- Coenosia fuscopunctata
- Coenosia gaminarai
- Coenosia genualis
- Coenosia ghilarovi
- Coenosia gibbinsi
- Coenosia gigas
- Coenosia gilvicornis
- Coenosia gilvicoxa
- Coenosia globuliseta
- Coenosia gracilipes
- Coenosia gracilis
- Coenosia graciliventris
- Coenosia grandis
- Coenosia grata
- Coenosia graueri
- Coenosia griseiventris
- Coenosia grisella
- Coenosia hamaticauda
- Coenosia hargreavesi
- Coenosia heterocnemis
- Coenosia hexastigma
- Coenosia hippelates
- Coenosia hirsutiloba
- Coenosia hispaniensis
- Coenosia humilis
- Coenosia hyalinipennis
- Coenosia ignobilis
- Coenosia imitatrix
- Coenosia immaculata
- Coenosia imperator
- Coenosia impunctata
- Coenosia inaequalis
- Coenosia inaequivitta
- Coenosia inanis
- Coenosia incisurata
- Coenosia inculta
- Coenosia incurva
- Coenosia infantula
- Coenosia iniqua
- Coenosia insularis
- Coenosia insurgens
- Coenosia intacta
- Coenosia intermedia
- Coenosia inusitata
- Coenosia inversa
- Coenosia ishizuchiensis
- Coenosia itatiaqiensis
- Coenosia japonica
- Coenosia johnsoni
- Coenosia karli
- Coenosia kilembana
- Coenosia kinangopana
- Coenosia lacteipennis
- Coenosia lacustris
- Coenosia laeta
- Coenosia lagenicauda
- Coenosia lanipes
- Coenosia laricata
- Coenosia lata
- Coenosia latimaculata
- Coenosia latitarsis
- Coenosia latitibia
- Coenosia leopldi
- Coenosia leucotrichia
- Coenosia longimaculata
- Coenosia longipede
- Coenosia longiquadrata
- Coenosia longiseta
- Coenosia longiventris
- Coenosia luteipes
- Coenosia lyneborgi
- Coenosia macquarti
- Coenosia maculiventris
- Coenosia madagascariensis
- Coenosia mandschurica
- Coenosia manillensis
- Coenosia marochaeta
- Coenosia means
- Coenosia mediocris
- Coenosia megalocalyptra
- Coenosia melanomeros
- Coenosia mesofulvata
- Coenosia mgahingana
- Coenosia michinokuensis
- Coenosia microcalyptra
- Coenosia mima
- Coenosia mimilongipeda
- Coenosia minimus
- Coenosia minor
- Coenosia minuscularis
- Coenosia minutalis
- Coenosia mixta
- Coenosia modesta
- Coenosia mollicula
- Coenosia montana
- Coenosia monticola
- Coenosia morio
- Coenosia morops
- Coenosia multimaculata
- Coenosia multisetosa
- Coenosia munroi
- Coenosia namwambae
- Coenosia natalia
- Coenosia neotropica
- Coenosia nestor
- Coenosia nevadensis
- Coenosia nigerrima
- Coenosia nigricoxa
- Coenosia nigridigita
- Coenosia nigrifemorata
- Coenosia nigrifrons
- Coenosia nigrimixta
- Coenosia nigritarsis
- Coenosia nigritella
- Coenosia nigritibia
- Coenosia nigrotincta
- Coenosia nitida
- Coenosia nitidiventris
- Coenosia nivea
- Coenosia niveifrons
- Coenosia nodosa
- Coenosia noniesmaculata
- Coenosia nova
- Coenosia nudipes
- Coenosia nudiseta
- Coenosia obscuriabdominis
- Coenosia obscuricula
- Coenosia obscuripennis
- Coenosia occidentalis
- Coenosia ochroprocta
- Coenosia octopunctata
- Coenosia octosignata
- Coenosia oligochaeta
- Coenosia oralis
- Coenosia orbimacula
- Coenosia oregonensis
- Coenosia pachypoda
- Coenosia pallipes
- Coenosia paludis
- Coenosia partita
- Coenosia parva
- Coenosia patelligera
- Coenosia pauli
- Coenosia pedella
- Coenosia penicillata
- Coenosia penicullicauda
- Coenosia perpusilla
- Coenosia perspicua
- Coenosia picicrus
- Coenosia picta
- Coenosia pilifemur
- Coenosia pilipyga
- Coenosia pilitibia
- Coenosia pilosissima
- Coenosia planifrons
- Coenosia plumbea
- Coenosia plumbifrons
- Coenosia plumiseta
- Coenosia poecilotarsis
- Coenosia polina
- Coenosia praeacuta
- Coenosia praeapicalis
- Coenosia praetexta
- Coenosia procera
- Coenosia projecta
- Coenosia pudorosa
- Coenosia pulicaria
- Coenosia pumila
- Coenosia pumilio
- Coenosia punctifemorata
- Coenosia punctigera
- Coenosia punctipes
- Coenosia purgatoria
- Coenosia pygmaea
- Coenosia qianshanensis
- Coenosia radiata
- Coenosia rebamanni
- Coenosia remissa
- Coenosia rhaensis
- Coenosia rotundiventris
- Coenosia rubriceps
- Coenosia rubrina
- Coenosia rufibasis
- Coenosia ruficornis
- Coenosia rufipalpis
- Coenosia rustica
- Coenosia ruwenzorica
- Coenosia sallae
- Coenosia sanguenguei
- Coenosia scissura
- Coenosia scutellaris
- Coenosia semialba
- Coenosia semicandida
- Coenosia semifumosa
- Coenosia semivitta
- Coenosia setalis
- Coenosia setigera
- Coenosia setipes
- Coenosia setiventris
- Coenosia sexmaculata
- Coenosia sexpustulata
- Coenosia shennonga
- Coenosia shumshuensis
- Coenosia sibirica
- Coenosia similis
- Coenosia simulans
- Coenosia solita
- Coenosia somereni
- Coenosia sparagmocerca
- Coenosia spatuliforceps
- Coenosia spinifemorata
- Coenosia sponsa
- Coenosia spumicola
- Coenosia stigmatica
- Coenosia strenua
- Coenosia strigifemur
- Coenosia strigipes
- Coenosia striolata
- Coenosia stuckenbergi
- Coenosia styriaca
- Coenosia subapicalis
- Coenosia subcarinata
- Coenosia subflavicornis
- Coenosia subflaviseta
- Coenosia subgracilis
- Coenosia submaculata
- Coenosia subvittata
- Coenosia taibaishanna
- Coenosia tarsata
- Coenosia tausa
- Coenosia tendipes
- Coenosia tenuior
- Coenosia tertriguttata
- Coenosia testacea
- Coenosia tigrina
- Coenosia tinctifacies
- Coenosia tokachiensis
- Coenosia tomentigera
- Coenosia toshua
- Coenosia townesi
- Coenosia transiens
- Coenosia translucida
- Coenosia transversalis
- Coenosia trichocnema
- Coenosia trichophthalma
- Coenosia trichopyga
- Coenosia trigonalis
- Coenosia trilineella
- Coenosia tripunctiventris
- Coenosia tubericauda
- Coenosia tumida
- Coenosia unguligentilis
- Coenosia ungulipardus
- Coenosia uniformis
- Coenosia unpunctata
- Coenosia variegata
- Coenosia varioflava
- Coenosia veltuinifacies
- Coenosia ventrosa
- Coenosia wernerae
- Coenosia verralli
- Coenosia vesicicauda
- Coenosia vibrissata
- Coenosia villipes
- Coenosia vittata
- Coenosia vittithorax
- Coenosia wulpi
- Coenosia xanthocera
- Coenosia xanthogastrica
- Coenosia xanthopleura
- Coenosia xanthopoda
- Coenosia xenia
- Coenosia xiuyanensis
- Coenosia xuei
- Coenosia zanclocerca